# 투명인간 (1986년 영화)
"투명인간"은 1986년에 개봉한 대한민국의 영화이다.

## 캐스팅
- 이영하
- 현지혜
- 윤양하
- 이석구
- 김원섭
- 남포동
- 김기범
- 최성관
- 조춘
- 길달호
- 백송
- 박종설
- 윤일주
- 최삼
- 장철
- 문병걸
- 남수정
- 최재호
- 홍윤정
- 박용팔
- 성은경
- 이자옥